# Meine Ehre heißt Treue

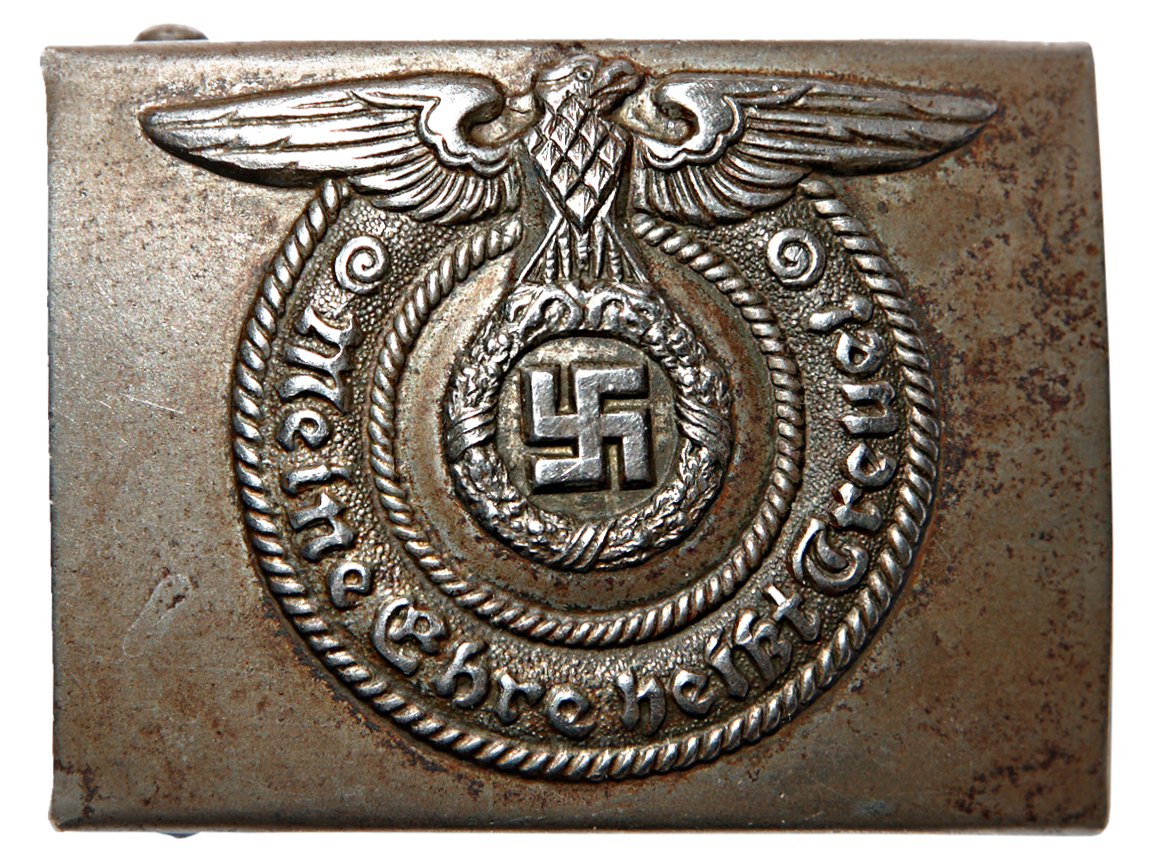
Nápis „Meine Ehre heißt Treue“ na přezce opasku příslušníka Zbraní SS

Meine Ehre heißt Treue (česky Mou ctí je věrnost) bylo motto Zbraní SS. Pochází z děkovného dopisu, který napsal Adolf Hitler příslušníku Zbraní SS Kurtu Daluegemu. Od roku 1932 bylo vyraženo na přezkách opasků příslušníků Zbraní SS a jejich pomocných oddílů, obdobně jako bylo vyraženo na přezkách opasků vojáků Německé branné moci motto Gott mit uns. Jeho používání je v řadě zemí, včetně Německa a Rakouska, zakázáno.